# Präsidentschaftswahl in Tadschikistan 1999

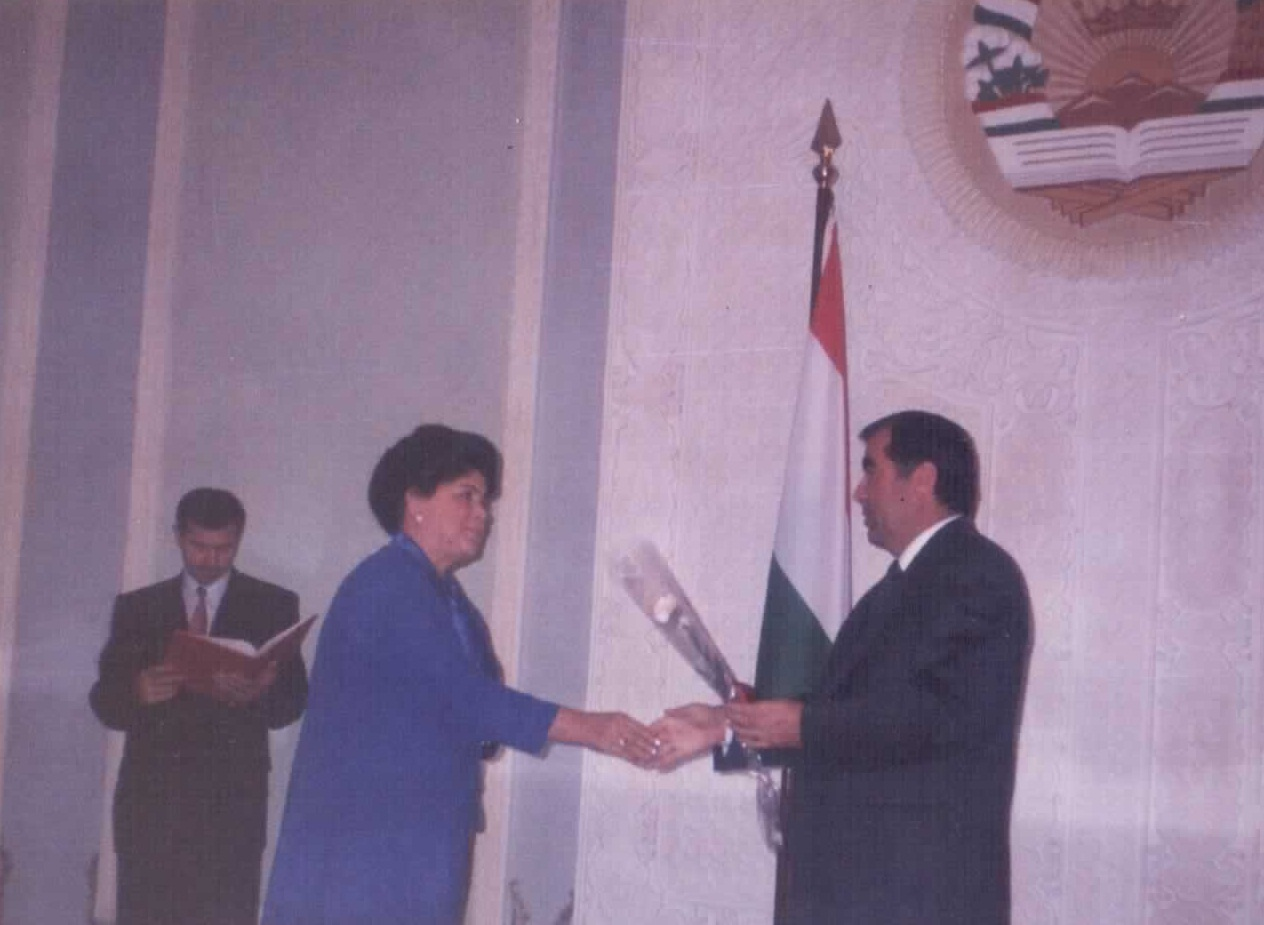
Rahmon bei einer Veranstaltung im Jahr 1999

Die Präsidentschaftswahl in Tadschikistan 1999 wurde am 6. November 1999 abgehalten und war die erste Präsidentschaftswahl nach der Beendigung des Tadschikischen Bürgerkriegs im Jahr 1997. Wahlsieger wurde der Amtsinhaber Emomalij Rahmon, der seit der Präsidentschaftswahl 1994 das höchste politische Amt Tadschikistans innehat.

## Hintergrund
Die Präsidentschaftswahl war ein wichtiger Prüfstein für den Friedensprozess in Tadschikistan. Der Bürgerkrieg zwischen 1992 und 1997, der vor allem von regionalen und religiösen Gruppierungen geführt wurde, hatte das Land in eine schwere Krise gestürzt. Mit einem Friedensvertrag im Jahr 1997 wurde der Vereinten Tadschikischen Opposition (VTO) eine 30-prozentige Regierungsbeteiligung zugesagt und der Konflikt somit beendet. Des Weiteren wurde eine Nationale Versöhnungskommission zur Unterstützung des Friedensprozesses eingerichtet. Mit Ende des Bürgerkriegs stellten die Volksdemokratische Partei Tadschikistans von Präsident Rahmon und die oppositionelle Islamische Partei der Wiedergeburt Tadschikistans die wichtigsten politischen Parteien dar.

## Wahlsystem
Der Präsident Tadschikistans wird in einer Mehrheitswahl direkt vom Volk gewählt. Dabei benötigt der Wahlsieger eine absolute Mehrheit der abgegebenen Stimmen. Gelingt dies im ersten Wahlgang keinem der Kandidaten, war eine Stichwahl vorgesehen. Diese Option hatte aber auf Grund des eindeutigen Ergebnisses keine politische Relevanz. Hinsichtlich des Wahlrechts sorgte im Vorfeld der Wahl insbesondere der Registrierungsprozess der Kandidaten für Kontroversen. Um von den Wahlbehörden als Kandidat für die Präsidentschaftswahl registriert zu werden, waren die Unterschriften von 5 % der stimmberechtigten Bürger, also circa 145.000 Unterschriften, nötig.

## Kandidaten
Neben dem Amtsinhaber Rahmon trat schließlich nur Davlat Usmon von der Islamischen Partei der Wiedergeburt Tadschikistans an. Zuvor hatten insgesamt drei Kandidaten der Opposition, darunter Usmon, ihre Kandidatur angekündigt, allesamt verpassten aber die notwendige Anzahl von Unterschriften für die Registrierung. Am 7. Oktober 1999 forderte die Opposition im tadschikischen Parlament die Verschiebung der Wahl und Erleichterungen im Registrierungsprozess für oppositionelle Kandidaten. Eine Verschiebung der Wahl wurde jedoch abgelehnt. Aus diesem Grund war drei Wochen vor der Wahl nur Präsident Rahmon als Kandidat für die Präsidentschaftswahl registriert. Dieser gab am 16. Oktober bekannt, dass er die Ablehnung der Kandidaturen der drei möglichen Gegenkandidaten bedauere und mögliche Behinderungen seitens der lokalen Behörden in einem Gerichtsprozess überprüfen lassen wolle. In einem Gerichtsurteil vom 21. Oktober 1999 wurde die Kandidatur Usmons trotz mangelnder Unterschriften zugelassen, die anderen beiden oppositionellen Kandidaten blieben von der Wahl ausgeschlossen.

## Wahlkampf
Im Wahlkampf wurden Einschränkungen der Versammlungsfreiheit und der Meinungsfreiheit vorgenommen. Die meistens staatlichen Medien ließen eine neutrale Berichterstattung vermissen und zeichneten ein positives Bild des Amtsinhabers. Die islamische Opposition ging durch die Schwierigkeiten bei der Registrierung und interne Konflikte hinsichtlich der Fortführung des Friedensprozesses geschwächt in den Wahlkampf. Auf Grund der kurzen Zeitspanne zwischen der abschließenden Registrierung der Kandidaten und der tatsächlichen Wahl war zudem kein wirklicher Wahlkampf möglich.

### Boykottaufrufe
Überschattet wurden der Wahlkampf und der Wahltag selbst von Boykottaufrufen von Teilen der Opposition. Der Kandidat der islamischen Opposition, Davlat Usmon, kündigte vor der Wahl mehrfach an, seine Kandidatur aus Protest gegen die Behinderung der Opposition seitens der Behörden zurückzuziehen. Neben Ankündigungen eines Wahlboykotts zog sich die VTO aus der Nationalen Versöhnungskommission zurück. Bei eine Treffen des Vorsitzenden der Islamischen Partei der Wiedergeburt Tadschikistans, Said Abdullo Nuri, und Präsident Rahmon am Tag vor der Wahl konnte eine Vereinbarung erzielt werden. Rahmon sicherte der Opposition eine vollständige Partizipation an der Parlamentswahl im Jahr 2000 zu, diese verzichtete im Gegenzug auf einen Boykott der Präsidentschaftswahl und nahm die Arbeit in der Nationalen Versöhnungskommission wieder auf. Die Unsicherheit hinsichtlich der Teilnahme der Opposition und die kurzfristige Lösung dieser Frage prägten den Wahlkampf und die politische Debatte im Vorfeld der Wahl.

## Ergebnis
Das Ergebnis des ersten Wahlgangs entsprach einer überwältigenden Mehrheit für den Amtsinhaber Rahmon. Die Wahlbeteiligung wurde offiziell mit 98,9 % angegeben.
| Kandidat        | Erhaltene Stimmen | Anteil der abgegebenen Stimmen |
| --------------- | ----------------- | ------------------------------ |
| Emomalij Rahmon | 2.749.908         | 97,6 %                         |
| Davlat Usmon    | 59.857            | 2,1 %                          |

Mit diesem deutlichen Wahlsieg wurde Rahmon für eine siebenjährige Amtszeit bis zur Präsidentschaftswahl in Tadschikistan 2006 legitimiert.

## Bewertung
Die Wahl wurde begleitet von circa 100 ausländischen Beobachtern aus 14 Staaten. Im Ausland wurde die Wahl überwiegend negativ bewertet, da sie demokratischen Standards nicht entsprach und zahlreiche Berichte über Unregelmäßigkeiten, darunter zahlreiche Fälle mehrfacher Stimmabgaben, bekannt wurden. Human Rights Watch sprach im Zusammenhang mit der Wahl von einer Farce und kritisierte die mangelnden Fortschritte Tadschikistans hinsichtlich der Demokratisierung. Der Sicherheitsrat der Vereinten Nationen würdigte in einer Resolution vom 12. November 1999 hingegen die Fortsetzung des Friedensprozesses in Tadschikistan. Im Inland übte die Opposition heftige Kritik an der Wahl. Dabei wurde insbesondere die Behinderung oppositioneller Kandidaten und Parteien angeprangert. Hinsichtlich des Wahlergebnisses sprach Usmon von Wahlfälschung in sowjetischer Tradition.